# Нильсен, Эббе
Эббе Нильсен (1950—2001) — датский энтомолог. Оставил след в систематике и изучении чешуекрылых. Был одним из ранних энтузиастов информатики биоразнообразия. Стал автором нескольких книг, более 80 научных работ. Являлся признанным в научной среде специалистом. В память о нём GBIF учредила Ebbe Nielsen Prize.

## Биография
Родился в семье фермеров. Вместе с братом проводил много времени на природе. С четырнадцати лет начал собирать насекомых. Позже он присоединился к Архускому клубу энтомологов.

### Смерть
Находясь на конференции в Калифорнии, скончался во сне от сердечного приступа 7 марта 2001 года. Учёный направлялся из Австралии в Монреаль, где должен был принять участие в сессии управляющего совета недавно созданной GBIF, проекта, в котором он принял существенное участие.

## Память
В честь учёного назван вид чешуекрылых (молей) Pollanisus nielseni.